# Mboli Alele
 (août 2021).
Si vous disposez d'ouvrages ou d'articles de référence ou si vous connaissez des sites web de qualité traitant du thème abordé ici, merci de compléter l'article en donnant les références utiles à sa vérifiabilité et en les liant à la section « Notes et références ».
 (août 2023).
Mboli Alele, née le 31 mars 1968 à Kinshasa, est une joueuse congolaise (RDC) de basket-ball. Elle participe au  championnat du monde féminin de basket-ball en 1990 en Malaisie.